# Mount Belolikova
Mount Belolikova är ett berg i Antarktis. Det ligger i Östantarktis. Nya Zeeland gör anspråk på området. Toppen på Mount Belolikova är 1 120 meter över havet.
Terrängen runt Mount Belolikova är varierad. Trakten är obefolkad. Det finns inga samhällen i närheten.